# Phlebotomus andrejevi
Phlebotomus andrejevi är en tvåvingeart som beskrevs av Maksume Sabirovna Shakirzyanova 1953. Phlebotomus andrejevi ingår i släktet Phlebotomus och familjen fjärilsmyggor. Arten har en framförallt centralasiatisk utbredning med fynd från Ryssland, Iran, Afghanistan, Mongoliet, Kina och Pakistan
Arten är en viktig vektor för spridningen av Leishmania tropica som kan orsaka sjukdomen leishmaniasis.